# ناحیه المعذر
ناحیه المعذر (به عربی: دائرة المعذر) یک ناحیه در الجزایر است که در استان باتنه واقع شده‌است.

## خصوصیات
ناحیه المعذر ۳۳٬۶۴۸ نفر جمعیت دارد.